# Lecomyia notha
Lecomyia notha är en tvåvingeart som först beskrevs av Hardy 1932.  Lecomyia notha ingår i släktet Lecomyia och familjen vapenflugor. Inga underarter finns listade i Catalogue of Life.